# Platygaster libocedri
Platygaster libocedri är en stekelart som beskrevs av Macgown 1974. Platygaster libocedri ingår i släktet Platygaster och familjen gallmyggesteklar. Inga underarter finns listade i Catalogue of Life.